# 루설라러

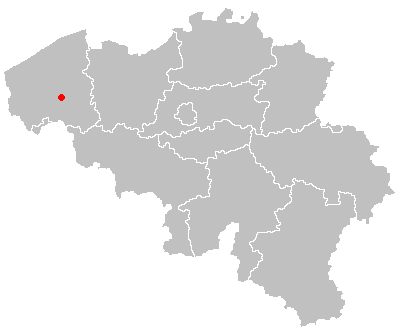
루셀라레의 위치

루설라러(네덜란드어: Roeselare) 또는 룰레르스(프랑스어: Roulers)는 벨기에 서부 베스트플란데런주의 도시이다.